# Diego Mondaca
Diego Mondaca (Oruro, 22 de marzo de 1980) es un director, productor y guionista de cine boliviano. Ganador en los Premios FIPRESCI en la categoría de dirección por la película Chaco (2020) .

## Biografía
Diego Mondaca nació en la ciudad de Oruro el 22 de marzo de 1980. Estudió biología en la Universidad Mayor de San Andrés. Escritor en la revista Rebelión, realizó una entrevista con Jorge Sanjinez lo que lo motiva a iniciar sus estudios de cine en la Escuela Internacional de Cine y TV – Cuba y se gradua con especializacion en cine documental. Dirige, guioniza y produce los documentales; La Chirola (2008) la cual es su tesis de graduación y se estrena en Festival de cine de Ámsterdam, Ciudadela (2011) película grabada dentro de la cárcel de San Pedro y estrenada nuevamente en ITFA. En 2020 estrena su primer largometraje de ficción; Chaco (2020) por el cual es nominado a diversos premios. En calidad de productor participa en el documental Cuando ellos se fueron (2019) de Verónica Haro (Ecuador). Trabajó como Asistente de dirección con Jorge Sanjinés (Insurgentes, 2011) y con Werner Herzog (Salt and fire, 2015).
Actualmente se desempeña como docente en el Programa de cine de la Universidad Mayor de San Andrés (La Paz, Bolivia) y también cumplió funciones como profesor invitado en la Cátedra Blanco de la Universidad de Buenos Aires (Argentina); colaboró en la Cátedra Bergman – UNAM y en el Programa La Ciudad y las Letras del Doctorado de Arquitectura de la Universidad Pontificia de Chile.
Es fundador y programador en el Cineclubcito Boliviano, proyecto de difusión y proyección de cine latinoamericano desde el 2016.
Sus películas han sido estrenadas y premiadas en festivales internacionales de alto prestigio como International Documentary Film Festival – IDFA (Holanda), Rotterdam Film Festival – IFFR (Holanda), FIC Valdivia (Chile), É Tudo Verdade (Brasil), Visions Du Reél (Suiza), Festival Internacional de Cine de Gijón (España), Film at Lincoln Center (USA), American Film Institute (USA), La Casa Encendida (España), Documenta Madrid (España), Biarritz Film Festival (Francia), FICUNAM (México), entre otros.
Su trabajo cuenta con el apoyo de instituciones prestigiosas del cine mundial World Cinema Fund – Berlinale, Programa IBERMEDIA, Fundación TYPA, DocBSAS, Visions Du Sud (Suiza). Así mismo sus proyectos han sido seleccionados y desarrollados en residencias prestigiosas como: Jerusalem Film Lab, Sam Spiegel Film School, Rotterdam Lab, Cinemart, Summer School - IDFA, Residencia Arché/WORK (Portugal/España), entre otros.

## Influencias
Entre las influencias Mondaca menciona a Jorge Sanjinés, a quien considera que es uno de los artistas más completos en Bolivia, tanto por su aporte teórico, su aporte político, su aporte poético a las artes; También menciona el Grupo UKAMAU como fundamental para entender el cine nacional al igual que Beatriz Palacios por su película "La manera del amanecer", y el aporte teórico y crítico de Luis Espinal Camps.
La influencia del continente latinoamericano es fundamental la cinematográfica de Mondaca, quien se nutre de Glauber Rocha, como también el cine del chileno Raúl Ruiz y Valeria Sarmiento, y de Eduardo Cuutinho (Br) genial del cine documental.

## Filmografía

### Productor, Director y Guionista
- La Chirola (Cortometraje) (2008)
- Ciudadela (2011)
- Chaco (2020)

### Productor
- Cuando ellos se fueron (2019) de Verónica Haro (Ecuador)

### Asistente de dirección
- Insurgentes (2011) de Jorge Sanjinés.
- Sal y fuego (2015) Werner Herzog.

## Premios y Distinciones
| Año  | Premio o Reconocimiento | País / Ciudad  |
| ---- | --- | -------------- |
| 2010 | Festival Internacional Espacios Latinos – Premio Mayor Mejor Cortometraje Documental.                                                                            | Francia        |
| 2010 | Encuentro Hispanoamericano de video independiente contra el silencio. Premio Mejor Documental de Derechos Humanos.                                               | México         |
| 2009 | 21° Festival Internacional de Viña del Mar. Mejor Cortometraje Documental – Premio PAOA.                                                                         | Chile          |
| 2009 | 24° Festival internacional de Mar del Plata. Premio del Jurado Mejor Documental Latinoamericano.                                                                 | Argentina      |
| 2009 | Miradas doc, festival internacional de documental. Premio del Jurado Mejor Documental Internacional.                                                             | España         |
| 2009 | Festival Internacional de Biárritz (Francia). Mención Especial Mejor Documental.                                                                                 | Francia        |
| 2009 | FENAVID- Festival Internacional de Video 2009. Mejor Documental, Mejor Dirección, Mejor Fotografía, Mejor Sonido, Mejor Edición, Mejor Documental Universitario. | Bolivia        |
| 2009 | Documenta Madrid. Primer Premio del Jurado, Mejor Cortometraje Premio del Público.                                                                               | España         |
| 2009 | Festival Internacional de cine pobre. Premio Especial UNESCO al Mejor Documental que refleja la diversidad Cultural de América Latina.                           | Cuba           |
| 2009 | Full frame documentary. Mención Especial del Jurado, Mejor Cortometraje.                                                                                         | Estados Unidos |
| 2009 | E Tudo Verdade/Its All True Documentary Film Festival Mención Especial del Jurado, Mejor Cortometraje.                                                           | Brasil         |
| 2008 | IDFA – International Documentary Film Festival 2008. Mención Especial del Jurado, Mejor Cortometraje.                                                            | Holanda        |

| Año  | Festival                                               | Categoría                                     | Resultado                     |
| ---- | ------------------------------------------------------ | --------------------------------------------- | ----------------------------- |
| 2020 | Gijón International Film Festival en (España)          | Premio FIPRESCI Mejor largometraje            | Ganador                       |
| 2020 | Festival Internacional de Cine de Viña del Mar (Chile) | Mención especial de la crítica especializada. | Diploma de reconocimiento     |
| 2020 | Festival Internacional de Cine de Viña del Mar (Chile) | Mejor director                                | Ganador                       |
| 2020 | Festival Internacional de Cine de La Serena (Chile)    | Largometraje Internacional: Libre Tránsito    | Premio especial del jurado    |
| 2020 | FIC Valdivia (Chile)                                   | Competencia largometraje internacional        | El Premio Especial del Jurado |